# 葉夫根尼·奧西諾夫斯基
葉夫根尼·奧列戈維奇·奧西諾夫斯基（1986年3月15日—）是爱沙尼亚從政者，2015年擔任社會民主黨領導人。
他的父親於1980年代從哈萨克遷到愛沙尼亞居住。

## 從政
奧西諾夫斯基在2014年3月26日至2015年4月9日擔任愛沙尼亞教育和研究部長。2015年9月14日擔任衛生和勞工部長，直至2018年5月2日。